# Звягино (Костромская область)
Звягино — деревня в Судиславском сельском поселении Судиславского района Костромской области России. 

## География
Деревня расположена у речки Телятьевке.

## История
Согласно Спискам населенных мест Российской империи в 1872 году деревня относилась к 1 стану Костромского уезда Костромской губернии. В ней числилось 19 дворов, проживало 39 мужчин и 22 женщины.
Согласно переписи населения 1897 года в деревне проживало 115 человек (47 мужчин и 68 женщин).
Согласно Списку населенных мест Костромской губернии в 1907 году деревня относилась к Белореченской волости Костромского уезда Костромской губернии. По сведениям волостного правления за 1907 год в ней числилось 30 крестьянских дворов и 173 жителя. В деревне располагался кирпичный завод. Основным занятием жителей была работа на заводе и работа плотниками.

## Население
| 2008 | 2010 | 2014 |
| ---- | ---- | ---- |
| 8    | ↗9   | ↘8   |